# Зуево (Брянская область)
Зуево (Зуево 1-е) — посёлок в Брасовском районе Брянской области, в составе Столбовского сельского поселения. 
 Расположен в 4 км к юго-западу от села Столбово. Население — 20 человек (2010).
В 1 км к северо-западу от этого посёлка до 2000 года существовал другой одноимённый посёлок, называемый Зуево 2-е (52°34′24″ с. ш. 34°44′20″ в. д.).
По исторически сложившимся условиям, эти прилегающие друг к другу посёлки, возникшие в 1920-е годы, принадлежали к разным административно-территориальным единицам. Посёлок Зуево 1-е (также — Зуев Городок) возник на территории Дмитровского уезда Орловской губернии и до 2005 года входил в состав Столбовского сельсовета. Посёлок Зуево 2-е возник на территории Севского уезда Брянской губернии и на протяжении всего своего существования входил в состав Сныткинского сельсовета. Однако на топографических картах эти посёлки, как правило, ошибочно показаны как единый населённый пункт.
| Годы      | 1926 | 1979 | 1989 | 2002 | 2010 |
| --------- | ---- | ---- | ---- | ---- | ---- |
| Зуево 1-е | 106  | 168  | 71   | 48   | 20   |
| Зуево 2-е | 80   | 6    | 2    | —    | —    |